# Cryptocentrus lutheri
Cryptocentrus lutheri és una espècie de peix de la família dels gòbids i de l'ordre dels perciformes.

## Morfologia
Els mascles poden assolir els 11 cm de longitud total.

## Distribució geogràfica
Es troba des del Mar Roig fins al Golf Pèrsic i Tanzània.